# نيشان النجمة الذهبية
نيشان النجمة الذهبية ( (بالفيتنامية: Huân chương Sao vàng)‏ ) هي أعلى وسام في فيتنام ، ومن أهم الجوائز والأوسمة التي تمنحها حكومة فيتنام  للأفراد العسكريين أو المدنيين "الذين أكملوا خدمة أو منظمة استثنائية حققوا إنجازًا ممتازًا للقضية الثورية للحزب والأمة."
تم إنشاء نيشان النجمة الذهبية في 6 يونيو 1947 بعد المرسوم رقم 58 / SL من قبل حكومة جمهورية فيتنام الديمقراطية ، وأعيد تأسيسه بموجب قانون المحاكاة والمكافأة الصادر في 26 نوفمبر 2003.

## مظهر خارجي

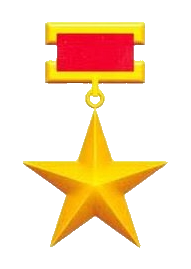
نسخة عام 1947 إلى 2003 من وسام النجم الذهبي.

وفقًا لمرسوم عام 1947 ، تألفت ميدالية نيشان النجمة الذهبية من جزأين ، نجمة خماسية من البرونز المذهب مرتبطة بحزام رقبة أحمر بحافة صفراء. اقترح قانون 2003 نموذجًا جديدًا للميدالية يتكون من ثلاثة أجزاء ، النجمة الخماسية ، والشريط والشريط الذي يرمز إلى علم فيتنام .

## معايير
يُمنح وسام النجمة الذهبية للشخص الذي لديه مساهمة استثنائية للحزب والأمة ، على سبيل المثال أولئك الذين شاركوا في الحركة الثورية قبل عام 1935 وشغلوا مناصب قادة الحزب أو الحكومة أو القائد العام للحزب. الجيش الشعبي الفيتنامي . إذا بدأ الشخص يكرس نفسه للقضية الثورية والبلد بعد عام 1945 ، ليكون مؤهلاً للحصول على الأمر ، فيجب على هذا الشخص أن يتولى أحد مناصب السكرتير العام للحزب ، ورئيس فيتنام ، ورئيس وزراء فيتنام ، ورئيس جمهورية فيتنام. الجمعية الوطنية أو العامة للقوات المسلحة قبل 30 أبريل 1975. الشخص الذي أحدث تغييرًا كبيرًا في البلاد أو كان له تأثير عميق على المجتمع والأمن والاقتصاد في فيتنام متاح أيضًا لطلب Gold Star Order. أحيانًا يتم الاعتراف برؤساء الدول الأجنبية الذين ساهموا بنشاط في فيتنام من قبل حكومة فيتنام مع وسام النجمة الذهبية. من ناحية أخرى ، يُمنح وسام النجمة الذهبية بشكل جماعي لمنظمة ، مدنية أو عسكرية ، حققت إنجازات ممتازة للحزب والأمة. 

## المستفيدين البارزين

### فرد

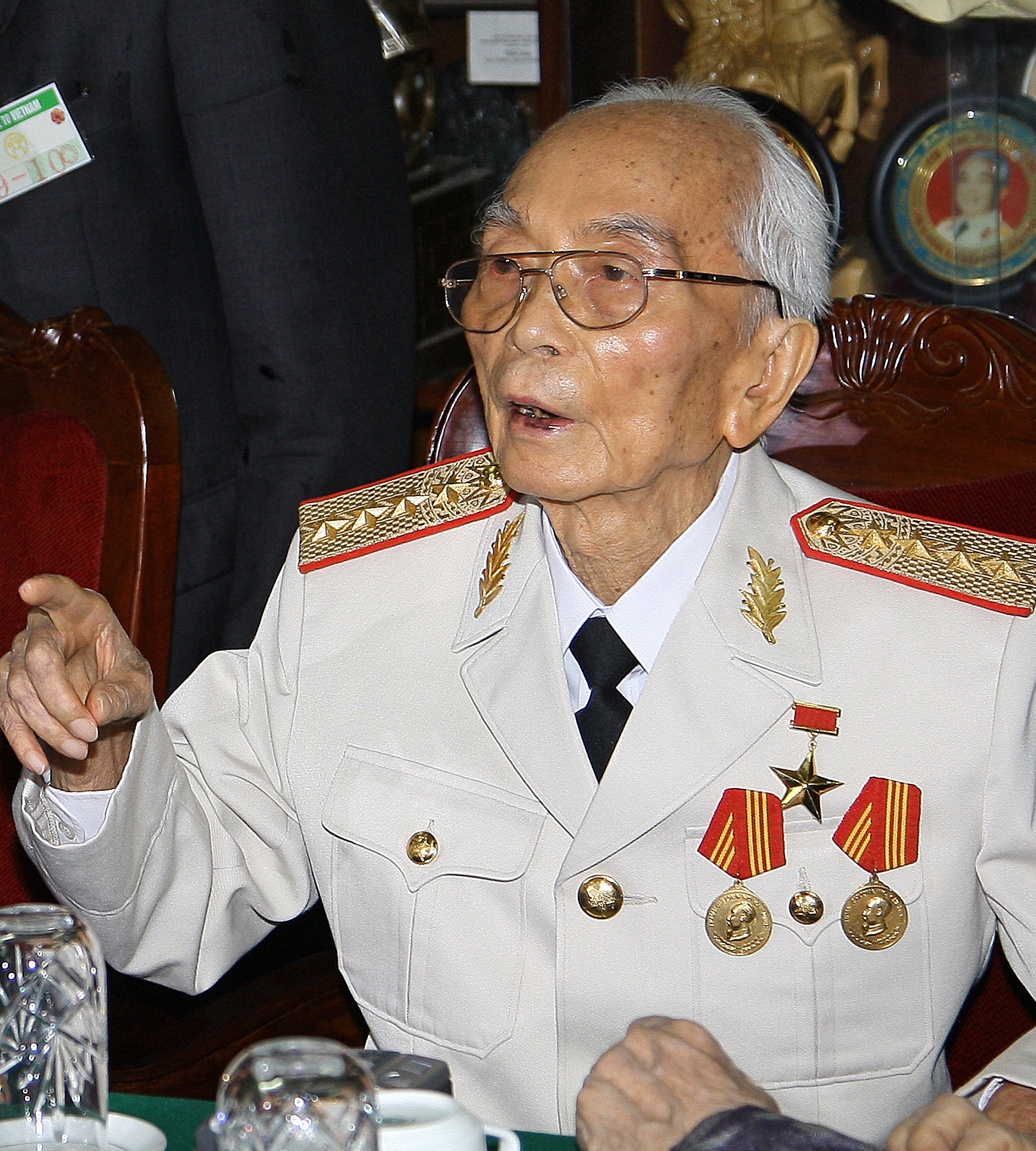
الجنرال. Võ Nguyên Giáp مع طلب Gold Star (النمط القديم) بين طلبيتين من Ho Chi Minh.

| متلقي              | ميلاد وفاة  | موضع                                                                  | السنة الممنوحة    | Ref   |
| ------------------ | ----------- | --------------------------------------------------------------------- | ----------------- | ----- |
| Tôn Đức Thắng      | 1888 – 1980 | رئيس فيتنام                                                           | 1958              |       |
| Võ Nguyên Giáp     | 1911 – 2013 | الجنرال ، القائد العام للجيش الشعبي الفيتنامي ، وزير الدفاع الفيتنامي | 1992              |       |
| لي دوين            | 1907 – 1986 | الأمين العام للحزب الشيوعي الفيتنامي                                  |                   |       |
| ترونج شينه         | 1907 – 1988 | رئيس فيتنام ، الأمين العام للحزب                                      |                   |       |
| Phạm Văn Đồng      | 1906 – 2000 | رئيس وزراء فيتنام                                                     | 1990              |       |
| Phạm Hùng          | 1912 – 1988 | رئيس وزراء فيتنام                                                     |                   |       |
| نغوين فون لينه     | 1915 – 1998 | أمين عام الحزب                                                        |                   |       |
| Lê Đức Thọ         | 1911 – 1990 | رئيس قسم التنظيم المركزي                                              |                   |       |
| فو تشي كونج        | 1912 – 2011 | رئيس فيتنام                                                           | 1992              |       |
| فو فون كييت        | 1922 – 2008 | رئيس وزراء فيتنام                                                     | 1997              |       |
| لي كوانج أوو       | 1921 – 1999 | رئيس الجمعية الوطنية لفيتنام                                          | 2002 (بعد الوفاة) |       |
| فين تيان دونج      | 1917 – 2002 | جنرال وزير الدفاع الفيتنامي                                           |                   |       |
| Lê Đức آنه         | 1920 – 2019 | رئيس فيتنام ، وزير الدفاع الفيتنامي                                   |                   |       |
| نغوين هوو ثو       | 1910 – 1996 | رئيس الجمعية الوطنية ، القائم بأعمال رئيس فيتنام                      | 1993              |       |
| Đỗ مي              | 1917 – 2018 | الأمين العام للحزب ، رئيس وزراء فيتنام                                |                   |       |
| هوينه تون فات      | 1913 – 1989 | رئيس حكومة جمهورية جنوب فيتنام                                        | 2005 (بعد الوفاة) |       |
| نغوين تشي ثانه     | 1914 – 1967 | عام ، مدير قسم السياسة بالجيش الشعبي الفيتنامي                        | بعد وفاته         |       |
| لي ترانج تون       | 1914 – 1986 | رئيس هيئة الأركان العامة                                              | 2007 (بعد الوفاة) |       |
| هوانغ فان ثاي      | 1915 – 1986 | رئيس هيئة الأركان العامة                                              | 2007 (بعد الوفاة) |       |
| جامبين باتمونخ     | 1926 – 1997 | رئيس منغوليا                                                          |                   |       |
| Kaysone Phomvihane | 1920 – 1992 | رئيس لاوس                                                             |                   |       |
| خامتاي سيفاندون    | 1924 –      | رئيس لاوس                                                             |                   |       |
| فيدل كاسترو        | 1926 – 2016 | رئيس كوبا                                                             | 1982              |       |
| كيم ايل سونغ       | 1912 – 1994 | رئيس كوريا الشمالية                                                   |                   | [ 3 ] |

### جماعي
| متلقي                    | السنة الممنوحة                                |
| ------------------------ | --------------------------------------------- |
| مدينة هانوي              | 2003 بعد استقلال تيمور الشرقية و 2004 (مرتان) |
| الجيش الشعبي لفيتنام     | ثلاث مرات                                     |
| شرطة الشعب الفيتنامية    | 1980 ، 1985 ، 2000 (ثلاث مرات)                |
| جامعة هانوي الطبية       |                                               |
| وكالة الأنباء الفيتنامية |                                               |